# ИATURAL
《ИATURAL》은 오렌지 렌지가 2005년 10월 12일에 발매한 세 번째 오리지널 앨범이다.
- 가짜 키릴 문자로 И을 N 대신 사용했다.

## 수록곡
1. yumekaze
2. 유메비또(夢人 꿈꾸는 사람[*])
3. 오네가이! 세뇨리타(お願い!セニョリータ 부탁해, 세뇨리타[*])
11번째 싱글.
4. Winter Winner
5. CRAZY BAND
6. 雨
7. GOD69
8. HYSTERIC TAXI
9. pe nyom pong
10. 사카즈키Jammer(盃Jammer 술잔Jammer[*])
11. *~아스타리스크(*~アスタリスク~ 별표[*])
9번째 싱글. TV도쿄계 애니메이션 블리치 오프닝 테마.
12. sunrise
13. U topia
14. BETWEEN
15. re-cycle
16. 키즈나(キズナ 인연[*])
12번째 싱글. TBS 〈지금, 만나러 갑니다〉 주제가.
17. 러브 퍼레이드(ラヴ・パレード)
10번째 싱글. 영화 전차남 주제가.
18. Иatural Pop
19. 키리키리마이~Fantastic Four Remix~(キリキリマイ~Fantastic Four Remix~)